# 래미안 용산 더 센트럴
래미안 용산 더 센트럴(영어: Raemian Yongsan The Central) 또는 래미안 용산 SI(영어: Raemian Yongsan SI), 래미안 용산(영어: Raemian Yongsan)은 대한민국 서울특별시 용산구 한강로2가에 위치한 랜드마크 트윈타워 아파트다. 지하 9층부터 지상 40층까지 트윈타워로 삼성물산의 초고층건설의 기술력으로 지어진 건물로서, 2017년에 완공되었다.
이 건물은 쌍둥이 건물이며 A(West)동과 B(East)동으로 구성되고 내부에는 피트니스 센터, 실내 골프장, 카페, 라운지, 게스트 하우스, 사우나, 비즈니스 센터, 헬스시설과 샤워시설 등등이 있다.

## 갤러리

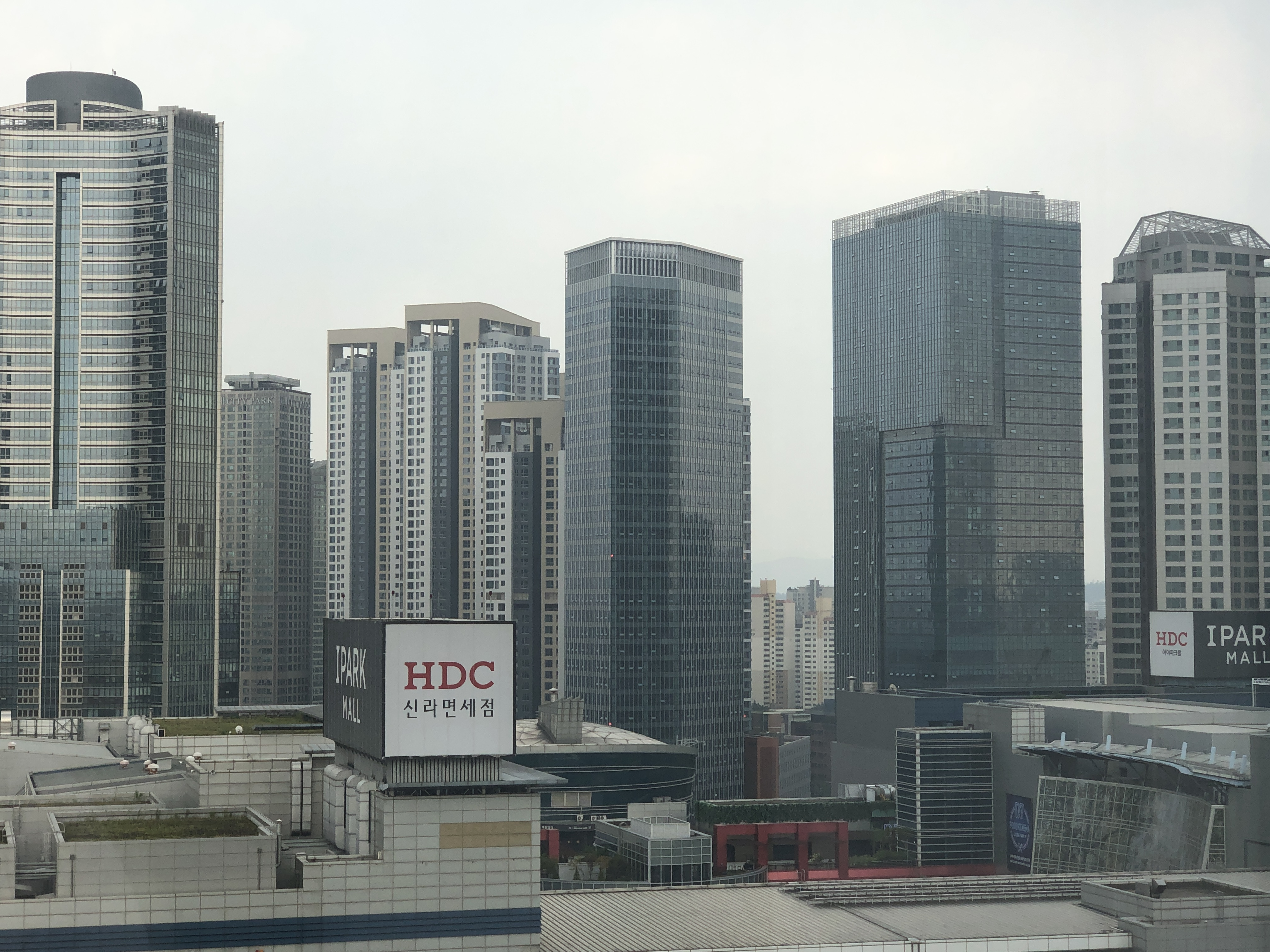
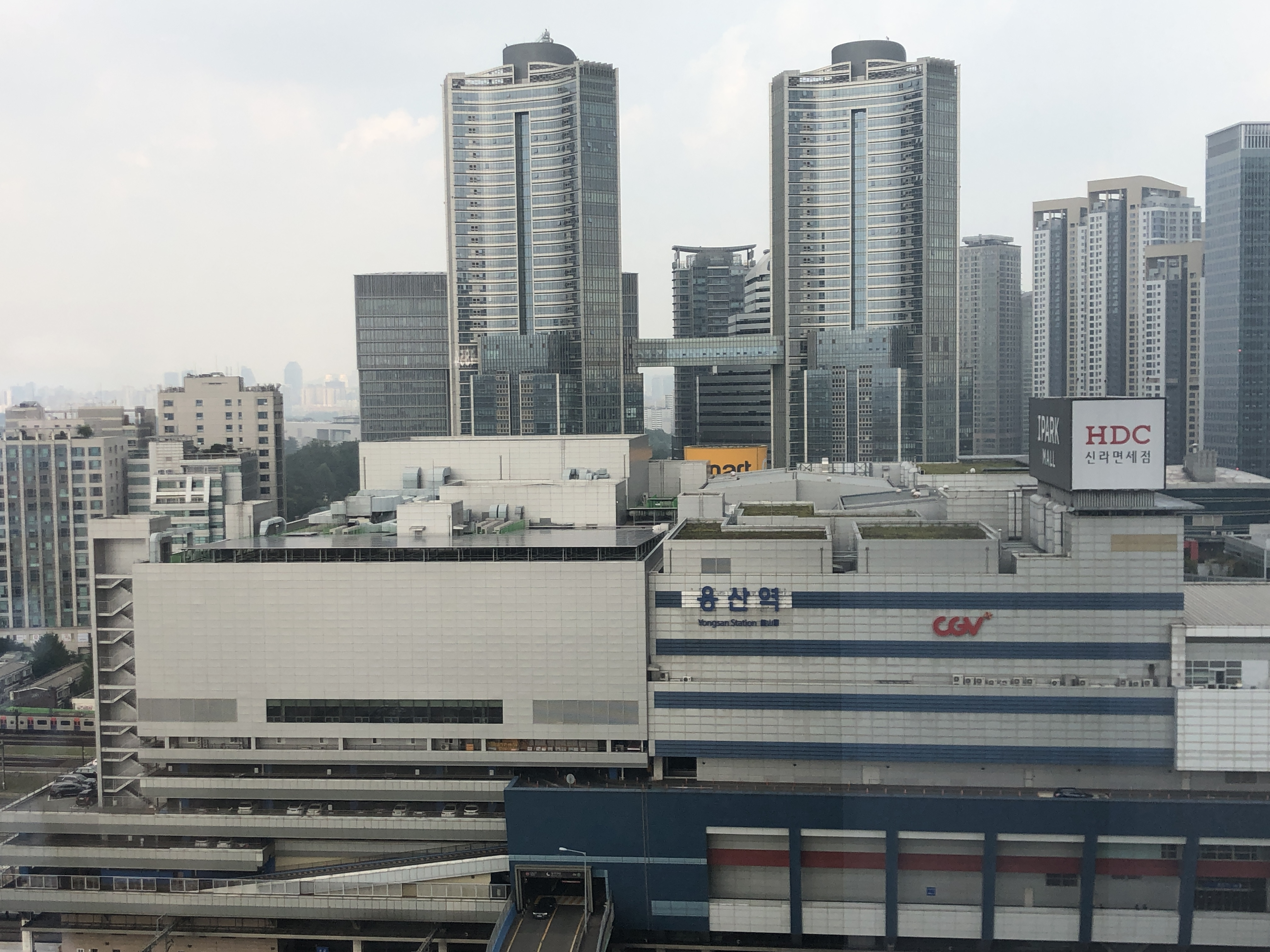
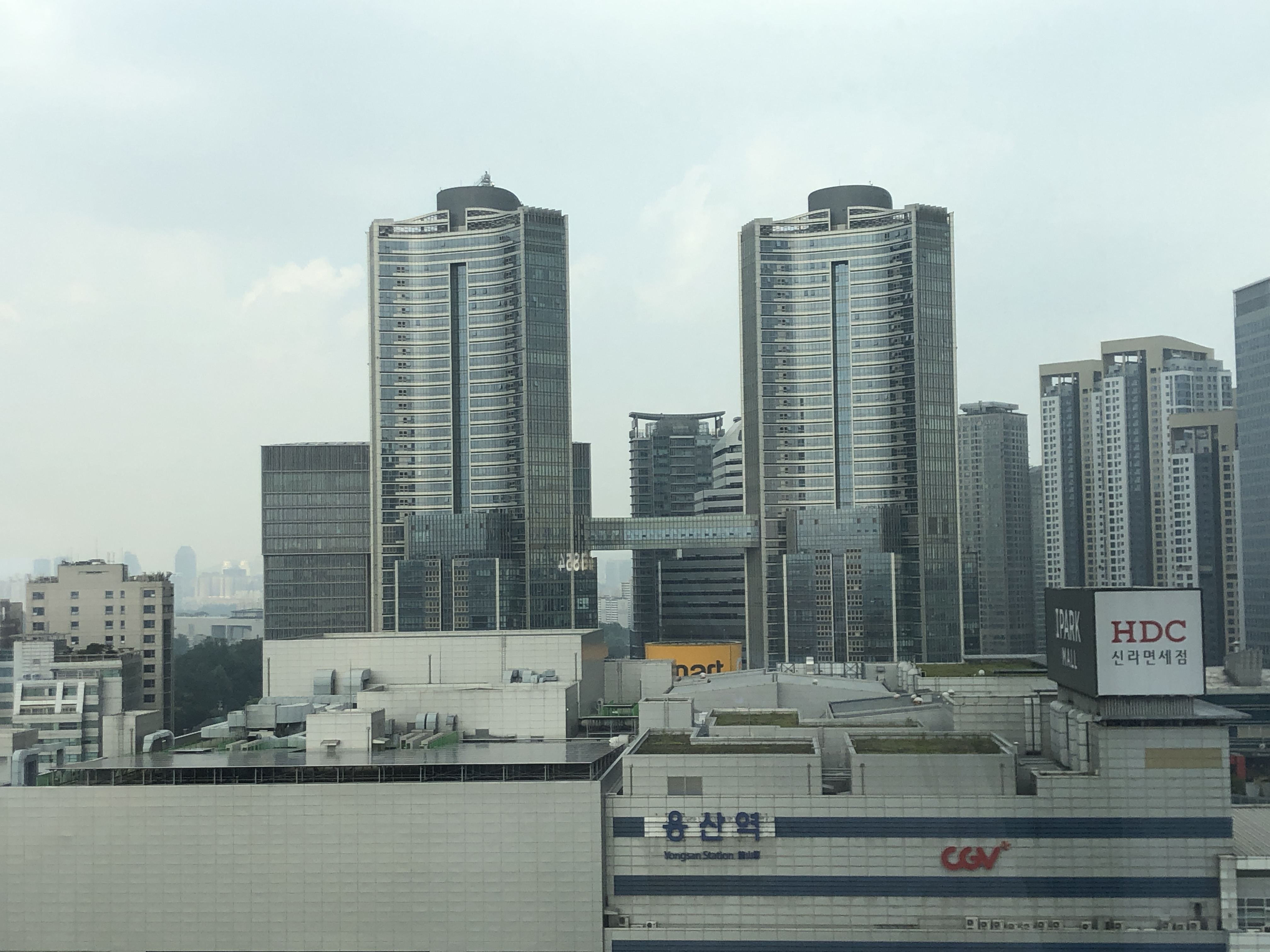
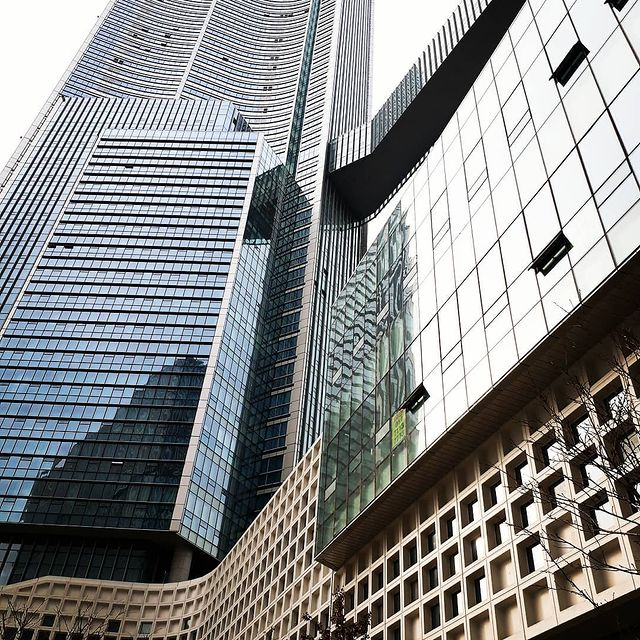

## 역사
래미안 용산은 2006년부터 설계되었다. 그리고 2007년, 지상 40층짜리 아파트를 지을 계획이 있었다. 개발하기 전에는 상가의 건물들이였으며 2012년 상가 건물들을 철거하고 아파트 및 오피스텔 분양을 했고 2013년 11월에 착공하여 2017년 5월에 완공되었다. 5월 13일, 14일 사전점검이 있었다. 5월 30일 입주예정이었으나 준공검사가 2017년 6월 1일에 했으며 이때부터 입주할 계획이 있었는데 입주기간도 7월 28일에서 7월 30일까지 연장했다.

## 특징
건축물의 중심부에 엘리베이터를 위치시켜 편복도형으로 설계함으로써 사생활보호를 위한 설계를 지향하며 H빔 공법으로 건축되어 철근콘크리트 건축물 대비 고가의 시공비로 내진설계적용 및 안정성이 뛰어나다. 또한 층간소음방음제를 추가시공 함으로써 층간소음 발생을 최소화 하고 오피스텔과 아파트가 분리된 주차장과 엘리베이터를 사용함으로써 아파트 입주민을 위한 보안과 편리성에 역점을 두었다.

## 시설

### 주요 시설

#### 아파트
20층 ~ 40층에 구성된 아파트는 전용 면적 135m2~181m2, 개별난방, 도시가스, 195세대(펜트하우스 5가구 포함 일반분양 165세대) 등 총 977가구로 구성되고 아파트 165가구 등 762가구를 일반 분양하고 있다. 중층에서 고층에 위치하며 일반 아파트 대비 층고가 40센티 정도 높이 지어지므로 층수 대비 층고가 높아 조망권 및 일조권이 좋으며 삼면 개방형 거실로 높은 층고와 더불어 어디에서도 볼 수 없는 파노라마형 조망을 보실 수 있다.

#### 스카이브릿지
지상 20층에 아파트 커뮤니티 공간을 연결해주는 스카이브릿지(Sky Bridge)가 있어서 외관의 아름다움과 함께 동간 이동의 편리함을 더했다. 2014년 래미안 첼리투스의 스카이브릿지가 완공되었고 그 이후 완공되었고 개장되면 커뮤니티 시설인 골프장, 헬스장 사우나 등이 있고 커뮤니티 시설에서 생활이 가능하다.

#### 오피스텔
5층 ~ 19층에 구성된 오피스텔은 래미안 용산 SI이며 저층에 위치하고 있다. 전용면적 42m2~84m2, 개별난방, 도시가스, 총 782실(일반분양 597실)이며, 조합원분을 제외한 오피스텔 597실으로 구성된다. 거래금액은 보증금 3천만원, 월세 250만원이고 오피스텔에서 고층에 속하는 16층이고 방 2개가 있는 귀한 오피스텔이다.

#### 오피스
3층 ~ 4층에 구성된 오피스는 업무용 오피스이며 저층에 위치하고 있다. 일부 사무실의 입주가 가능하고 3층은 대형평형, 4층은 중소형평형이 있다. 4층에는 주요 시중은행과 유수의 증권회사등이 자리잡기에 좋은 위치이며 미디어광장(공원, 리틀링크)이 있다.

### 내부 시설
래미안 용산의 내부 시설은 지하 8층부터 지하 3층까지 주차장, 지하 2층부터 지상 2층까지에는 더 센트럴 상가, 지상 3층부터 4층까지에는 오피스, 지상 5층부터 지상 19층까지에는 오피스텔 782실이 있고 지상 20층부터 40층까지에는 아파트 195세대로 구성되며 스카이브릿지, 옥상정원, 생태연못, 이벤트광장이 있다.
지하 9층부터 지상 40층 2개동 트윈타워로 조성되며, 건물 높이만 약 150m에 달하는 초고층 랜드마크 주거공간이다. 지하 1층과 2층과 지상 1층과 2층에 상가가 배치되고 오피스(3층 ~ 4층), 오피스텔(5층 ~ 19층), 아파트(20층 ~ 40층)가 들어선다.
| 층수                | 시설                                                 |
| ------------------- | ---------------------------------------------------- |
| 21층 ~ 40층         | 아파트                                               |
| 20층                | 스카이브릿지                                         |
| 6층 ~ 19층          | 오피스텔                                             |
| 5층                 | 오피스텔, 피트니스 센터, 비즈니스 센터, 카페, 테라스 |
| 3층 ~ 4층           | 오피스                                               |
| 2층                 | 더 센트럴 상가                                       |
| 1층                 | 로비, 더 센트럴 상가                                 |
| 지하 2층 ~ 지하 1층 | 더 센트럴 상가                                       |
| 지하 8층 ~ 지하 3층 | 지하주차장                                           |
| 지하 9층            | 기계·전기실                                          |

## 교통
- ● 수도권 전철 1호선 - 용산역
- 경의•중앙선 - 용산역
- ● 수도권 전철 4호선 - 신용산역

## 같이 보기
- 서울특별시의 마천루 목록
- 래미안
- 아파트 실거래가 조회 보관됨 2022-02-21 - 웨이백 머신